# Lipkea sturdzi
Lipkea sturdzi är en nässeldjursart som först beskrevs av Grigore Antipa 1893.  Lipkea sturdzi ingår i släktet Lipkea och familjen Lipkeidae. Inga underarter finns listade i Catalogue of Life.